# Шангріла (озеро)
Озеро Нижня Качура, також відоме як озеро Шангріла, — озеро, розташоване поблизу міста Скарду в Гілгіт-Балтистані, Пакистан на висоті 2500 м. З 1983 року на його березі працює курорт.

## Курорт Шангріла
Курорт Шангріла було засновано у 1983 році з відкриттям першого курортного готелю в Скарду Мухаммедом Аслам Ханом Афріді, пакистанським військовим офіцером, який служив першим командиром північних скаутів пакистанської армії. Курорт відомий своїм рестораном, побудованим на фюзеляжі літака, що розбився поблизу.
Курорт був названий на честь Шангрі-Ла (тибетською мовою означає «рай на землі»), ідилічного гімалайського раю, описаного в романі 1933 року «Втрачений горизонт» британського письменника Джеймса Гілтона. У романі Гілтон розповідає історію, у якій пасажири, що вижили в авіакатастрофі на початку 1920-х років, стикаються з групою буддистських монахів із сусіднього храму, які відповідають на заклик пасажирів про допомогу та відводять їх до ламазерію, наповненого різноманітними фруктами і квітами; монахи стверджують, що їм сотні років, але виглядають молодими.